# Christian Ehrhoff
Christian Ehrhoff (Moers, 6 luglio 1982) è un hockeista su ghiaccio tedesco.

## Carriera

### Club
La sua carriera è iniziata nella stagione 1998/99 con i Krefeld Pinguine. Dopo aver indossato la maglia dell'EV Duisburg (1999/00 e 2000/01), ha giocato nel Krefeld Pinguine fino al 2003.
Nella stagione 2003/04 è approdato in NHL con i San Jose Sharks. Per due stagione ha giocato in AHL con i Cleveland Barons, prima di ritornare ai San Jose Sharks dal 2005 al 2009.
Dal 2009 al 2011 ha giocato in NHL con i Vancouver Canucks, mentre nella stagione 2011/12 ha giocato con i Buffalo Sabres sempre in NHL. Per un periodo ha fatto ritorno al Krefeld Pinguine.
Nel 2014/15 ha giocato con i Pittsburgh Penguins e nel 2015/16 con i Los Angeles Kings. Dopo un periodo in AHL con l'Ontario Reign (2015/16), ha chiuso la sua avventura in NHL con i Chicago Blackhawks nel 2015/16.
Nelle ultime due stagioni della carriera ha giocato in patria con il Kölner Haie. Si è ritirato nel 2018.

### Nazionale
Con la rappresentativa nazionale tedesca ha preso parte a ben quattro edizioni dei giochi olimpici invernali (2002, 2006, 2010 e 2018). In particolare, nel 2018, ha conquistato la medaglia d'argento..
Inoltre ha partecipato a diverse edizioni dei campionati mondiali a partire dal 2002.

## Palmarès

### Club
- Deutsche Eishockey Liga: 1

Krefeld Pinguine: 2002-03

### Nazionale

#### Olimpiadi invernali
- 1 medaglia:
  - 1 argento (Pyeongchang 2018)

#### Canada Cup/World Cup
- 1 medaglia (con il team Europa):
  - 1 argento (Toronto 2016)